# 野坂昭如
野坂 昭如（のさか あきゆき、1930年〈昭和5年〉10月10日 - 2015年〈平成27年〉12月9日）は、日本の小説家、歌手、作詞家、タレント、政治家。参議院議員（1期、任期途中で退職）を歴任した。
神奈川県鎌倉市で生まれる。程なく生母が亡くなり、兵庫県神戸市の親戚宅の養子に。空襲で養父を失い、疎開先で妹を栄養失調で亡くし放浪した。こうした体験から、「焼跡闇市派」を自称した。
早大仏文科中退。在学中からコント・テレビの台本、CMソングの作詞などで活躍。
『エロ事師たち』(1963年)で小説家デビュー。妹への贖罪から書いた『火垂るの墓』(1967年)、占領下の世相を描いた『アメリカひじき』(1967年)で直木賞受賞。コラムニストやコメンテーターとしても活躍した。
放送作家としての別名は阿木 由起夫（あき ゆきお）、シャンソン歌手としての別名はクロード 野坂（クロード のさか）、落語家としての高座名は立川 天皇（たてかわ てんのう）。

## 経歴

### 生い立ち

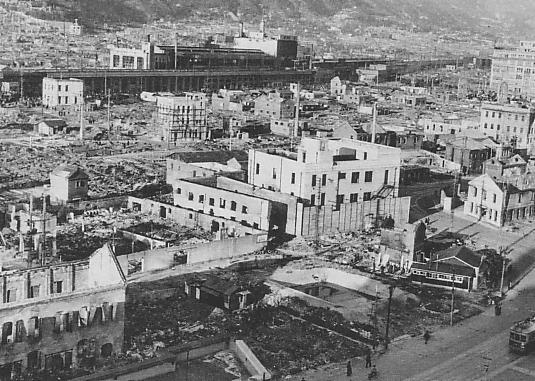
1945年の神戸大空襲で養父を、下の妹を疎開先の福井県で栄養失調で亡くす。

父は土木技師で戦後に新潟県副知事を務めた野坂相如（すけゆき）。当時野坂家の住いは東京市麹町区隼町だったが、産み月近くなって両親が別居。昭如は神奈川県鎌倉市小町で誕生した。実母ぬいは自身を産んだ2ヵ月後に死別。生後半年で神戸の張満谷（はりまや）家へ養子に出される。
11歳の時、戸籍謄本を偶然に見て、自分が養子であることを知り、後には妹2人も別々に養子として入る。
その後、上の妹を病気で、1945年の神戸大空襲で養父を、下の妹を疎開先の福井県春江町（現坂井市）で栄養失調で亡くした。後に福井県で妹を亡くした経験から贖罪のつもりで『火垂るの墓』を記した。終戦時から大阪府守口市などを2年間転々とする。
なお、『火垂るの墓』の後、「空襲で父母をなくした」と長らく詐称していたが、養父は実際に空襲で行方不明となっていたが、養母は大怪我をしながら生きており、元から一緒に暮らしていた養祖母も健在だった。(1973年発表の「アドリブ自叙伝」で告白）。

### 学生時代
養祖母と養母と昭如は、守口市の親戚宅に頼ってくらしていた。
旧制大阪市立中学校在学中の17歳の1947年10月、養母の実家を頼り上京。しかし、11月に窃盗をはたらき、多摩少年院東京出張所に送致されるが、実父が保証人となり釈放され、野坂姓に戻る。旧制新潟高等学校文乙（ドイツ語クラス）に編入。なお、旧制高校文甲（英語クラス）の上級生に丸谷才一がいた。
旧制高校在学中に学制改革が起き、1949年に新制新潟大学に入学するも3日で退学。「多くの同級生が東京の大学へ入り、夏休みに戻って来ても、相手にしてもらえない、後で知ったのだが、酒に溺れて気が狂ったという噂が立っていた」（『赫奕たる逆光』）。上京し果物屋でアルバイトをするが、1950年、シャンソン歌手を志して早稲田大学第一文学部仏文科に入学。早稲田大学時代の友人には中島敏行（詩人、皆生温泉の旅宿「海潮園」主人）、斎藤保（のち新聞記者）らがいた。新潟の禅寺・大栄寺で修行した後、父の参議院出馬にスタッフとして参加。

### 業界入り

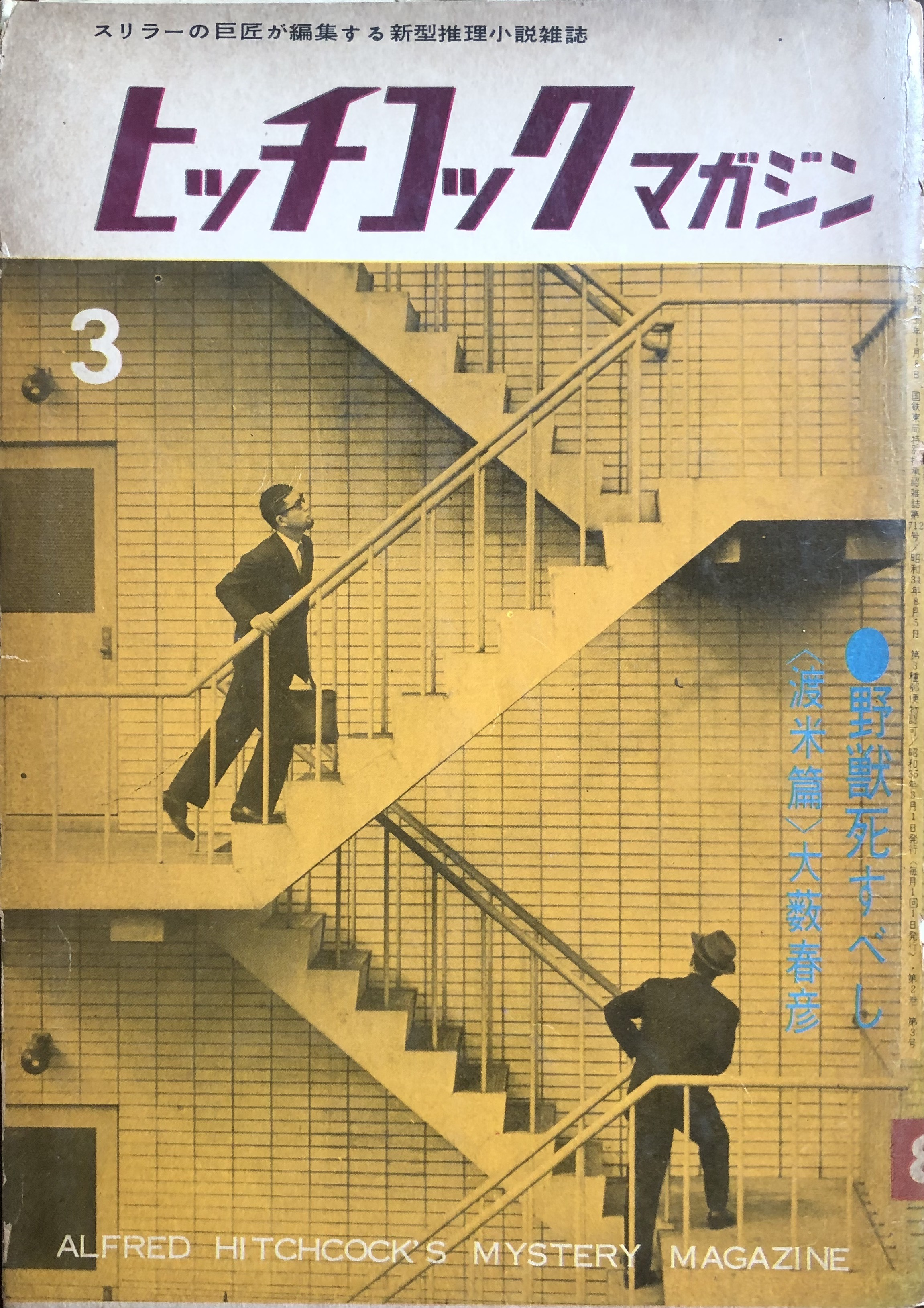
野坂がモデルを務めた『ヒッチコック・マガジン』の表紙

1955年に再上京し、友人の紹介で写譜屋を開始。暮れに三木鶏郎音楽事務所の事務員となる。寺での修行もあり、掃除が得意だったことが鶏郎に気に入られたという。
1956年、鶏郎が有限会社冗談工房を発足（社長・永六輔）。専務職に就くが実質業務は鶏郎のマネージャーだった。経理ミスが発覚し、マネージャーをクビとなる（永六輔は「野坂の使い込みがひどくて会社が傾いた」と発言しており、野坂自身も使い込みの事実を認め、警察の追及を恐れて使い込みの公訴時効を六法全書で調べたことがあると述べている）。この年、大学を中退する。
1957年、27歳でテレビ工房の責任者になり、阿木由起夫の筆名で放送作家としてコントを量産。いずみたくと組んでCMソング作詞家として活躍。作詞家としては「おもちゃのチャチャチャ」の第5回日本レコード大賞童謡賞の受賞、放送局初のPRソング「OBCソング」を作詞している。
1959年12月号から翌年3月号まで、小林信彦編集の雑誌『ヒッチコック・マガジン』の表紙モデルもつとめた。この作家デビュー前の時期、雑誌『奇譚クラブ』に「戸山一彦」名義で寄稿していたことが、元編集者・飯田豊一により証言されている。
60年安保闘争当時、野末陳平と漫才師コンビ「ワセダ中退・落第（わせだちゅうたい・らくだい）」を組んで一時期活動していた。

### 作家、歌手、タレント、政治家として
一方、雑誌等でコラムも発表し、1962年に刊行した『プレイボーイ入門』で「元祖プレイボーイ」として脚光を浴びる。また、ブルーフィルムを集めて自宅で上映することも、趣味兼副業として行っており、その体験から書いた小説『エロ事師たち』で1963年に作家デビューする。
1967年には、『火垂るの墓』『アメリカひじき』で直木賞受賞。また、社会評論も多数執筆するようになり、「焼跡闇市派」を名乗り、その体験から既存の右翼・左翼それぞれを批判していく評論活動を行う。1970年には言論出版妨害事件の表面化に伴い、他の作家とともに創価学会系の出版物への執筆拒否を表明。『潮』に連載していた小説の連載を打ち切った。
また、講談社の編集者・大村彦次郎と「酔狂連」というグループを結成。メンバーは、当時の若手作家である筒井康隆、田中小実昌、長部日出雄、小中陽太郎、泉大八、滝田ゆう、後藤明生、佐木隆三、阿部牧郎、華房良輔、黒田征太郎、吉村平吉、揚野浩、村松博雄、安達瞳子（華道家）、金井美恵子ら。「中華そばの屋台の引き方」や「チャルメラの吹き方」を習うなど、まさに酔狂な遊びをした。
作家としてはその後、1985年『我が闘争 こけつまろびつ闇を撃つ』で講談社エッセイ賞受賞、1997年に『同心円』で吉川英治文学賞受賞、2002年に『文壇』およびそれに至る文業で泉鏡花文学賞を受賞。
1972年、編集長を務めていた月刊誌『面白半分』7月号に「四畳半襖の下張」（永井荷風著）を掲載。同年8月21日、刑法175条「猥褻文書の販売」違反で書類送検された。1973年2月21日に起訴。1976年4月27日、東京地裁にて有罪判決（罰金刑）。1980年11月に最高裁は上告を棄却し、有罪が確定している。
この頃、今東光を会長とする無頼派作家の集まり「野良犬会」のメンバーとなる。副会長柴田錬三郎、メンバーに、黒岩重吾、戸川昌子、吉行淳之介、井上ひさし、梶山季之など。
1970年代に野坂主催による石堂淑朗、田中小実昌、長部日出雄、吉村平吉の女性にモテない5人で、ただ飲んでワイワイ騒ぎ、風呂に入るだけの温泉一泊旅行が毎年実施された。
また、1970年代、ラグビー日本代表だった原進との親交があり、近鉄ラグビー部社員を退職後、野坂が主宰した草ラグビーチームのコーチを務めたのち、プロレスラーとして国際プロレスに入団・デビューするにあたり、「阿修羅・原」のリングネームを命名したこともあった。
1983年6月の第13回参議院議員通常選挙に、第二院クラブの比例代表名簿1位として立候補し、同党が1議席を得たことで参議院議員に当選した。
この間、野坂が国会で発言した会議は内閣委員会が1度、災害対策特別委員会が2度である。このうち、8月11日の災害対策特別委員会では、質問の順番が最後だったことと、そこまでの質問に対する政府答弁への不満（「天才的要領を得ないお返事」と表現している）から、「いまさら僕が質問を重複してみても、新しい見解とか具体的な方策を引き出すことはとても無理だと思いますので、僕自身は質問を取りやめます」と質問をしなかった。また、10月19日の同委員会では国土庁長官の加藤六月の答弁中に「建設省に伺いたい」と発言、答弁が終わるまで待つように委員長から求められると「延々とあんなこと聞いていたってしようがない。だから僕は建設省に伺いたいわけです」と答えた。この質問では、野坂は火山噴火のあった三宅島の議員視察に同行したことに言及し、視察が形式的なものだったことを批判して「やめた方がいい」と述べている。
しかし参議院議員当選から約半年後、元首相の田中角栄がロッキード事件の1審公判において実刑判決を受けたことが契機となり衆議院が解散された（「田中判決解散」）。野坂は同年12月3日公示の第37回衆議院議員総選挙に旧新潟3区から立候補したことにより、同日付で公職選挙法の規定により、在職約5か月ほどで参議院議員を退職（自動失職）となった。野坂は、田中角栄に挑む形で同じ新潟3区から無所属で立候補し、全国的な注目を集めたが、遊説中に暴漢に斬りつけられるアクシデントにも見舞われ、22万票余りを獲得した田中を脅かすには至らず、約2万8千票を獲得したものの、他の改選候補の議席も奪えずに次点で落選した。
2009年、新潟市が主催する安吾賞の新潟市特別賞を受賞した。

#### 政治活動
- 1974年7月　第10回参院選に東京地方区から無所属で立候補、落選。
- 1983年6月　第13回参院選に比例代表区から立候補（第二院クラブ）、初当選。
- 1983年12月　参議院議員を辞職し、第37回衆院選に金権政治を批判する意味で田中角栄元首相と同じ新潟3区から立候補。選挙運動中に暴漢に刃物で斬りつけられ、以後の選挙運動を見送らざるを得ない状態に。次点で落選。
- 2001年7月 第19回参院選に比例代表区から立候補（自由連合・落選）。

### 晩年
2003年5月26日、72歳のときに脳梗塞で倒れてからはリハビリを続けながら 執筆活動を行ない、テレビ・ラジオには出演しなかったが、TBSラジオ『土曜ワイドラジオTOKYO 永六輔その新世界』『六輔七転八倒九十分』の「野坂昭如さんからの手紙」というコーナー で12年間、毎週近況を報告し、月刊誌『新潮45』に「だまし庵日記」（2016年1月号まで、絶筆となる）、『毎日新聞』に隔週で「七転び八起き」（2015年3月まで）、『週刊プレイボーイ』に「ニッポンへの遺言」（2009年7月13日号まで）を執筆した。妻が撮影した写真が掲載されていた。
2015年12月9日、自宅で意識が無い状態にあったのを発見され、都内の病院に搬送されたが、同日午後10時37分ごろに心不全による死亡が確認された。85歳没。

## 人物像
文壇界きっての犬猫好き、酒好きである。酒に関しては、高校時代に酔っ払って真っ裸で深夜の街を歩いたり、また大学時代に酔っ払って教室の窓から入ったり、などの武勇伝を残している。その後、1952年に自主的に精神病院に入院して治療をしてからは、酒乱の癖はおさまったという。また、「趣味の雑誌『酒』昭和47年新年特別号」の付録「文壇酒徒番附」において、東方横綱に立原正秋と共に列せられている。ちなみに、東方大関三浦哲郎、池波正太郎、西方横綱梶山季之、黒岩重吾、大関吉行淳之介、瀬戸内晴美などがいる。
1990年10月23日、映画監督大島渚の真珠婚式パーティーで挨拶を行う予定であったが、野坂が帰ったと勘違いした大島が野坂の順番を飛ばして進行したために、当初の予定より出番が大幅に遅れてしまい、その間に大量に飲酒し酩酊してしまった。ようやく登壇し祝辞を終えると同時に、左後ろで野坂の挨拶を聞いていた大島の顎にきれいに入る右フックを食らわすが、大島も負けじとマイクで野坂の顔面を2発殴った。後に大島が野坂に謝罪の手紙を書き、野坂も謝罪して和解した。また野坂も大島へ謝罪文を送り、大島の妻である小山明子にはお詫びの品としてブラウスが野坂から贈られた。
農業の重要さを訴え、自身で米を作る活動も実施。「ゴルフのような軟弱なスポーツは嫌いだ」と、中年になってからラグビーやキックボクシングを始めている。
2000年から東京・阿佐ヶ谷で「野坂塾」を開塾し、戦争体験などを語っていた。だが、2003年に脳梗塞で倒れて以来、闘病生活を送っていた。
麺類、特に蕎麦が好きで、鴨南蛮が好物である。宝島の『VOW』に投稿経験あり。
吉永小百合と山口百恵の大ファンとしても知られている。
サングラスと煙草がトレードマークであった。

### 放送作家・野坂昭如
日本のテレビ黎明期（1950年代から1960年代）において放送作家として活躍した。放送作家としての筆名は阿木由起夫。一度だけ『シャボン玉ホリデー』の台本を書いたが、いくつかの歌の曲名と「板がズラッと並んでいる。これがホントのイタズラ」といったつまらない駄洒落を3つ4つ並べただけで全く使い物にならないため、仕方なく青島幸男が書き直したという。

### 歌手・野坂昭如
作家・野坂昭如は1950年代から歌手活動もしている。歌手名はクロード野坂。歌手名の「クロード」は「玄人」をもじったものであり、「シロウトではないという意味」だとされる。1969年にレコードデビュー。「マリリン・モンロー・ノーリターン」「黒の舟唄」「バージン・ブルース」や、本人出演の「サントリーゴールド」CM曲である「ソ・ソ・ソクラテス（ソクラテスの唄）」が代表曲。
「黒の舟唄」は元はヴァージン・レコードから3000枚限定でプレスされた自主制作盤『鬱と躁』の収録曲で、その後1971年2月10日、日本コロムビアからシングルとして発売されヒットした。後に多くの歌手にカバーされており、中でも長谷川きよしのカバーがよく知られている。「黒の舟唄」は1980年放送の桃屋「ごはんですよ!」のテレビCM「思い出のフォーク篇」においても使用された。
「バージン・ブルース」は戸川純のカバーでも知られる。また「バージン・ブルース」はその曲をモチーフに、藤田敏八監督により同題の映画化がされており、野坂もゲスト出演して歌を歌っている。また、野坂と同じく作家・音楽家として活動する中原昌也も暴力温泉芸者名義のアルバムで「黒の舟唄」と「サメに喰われた娘」の2曲をカバーしている。
1970年代には大学の学園祭の人気ゲストであり、女子大で四文字言葉を連発するなど挑発的なステージであった。その模様は大森一樹監督の自主映画『暗くなるまで待てない!』（1975年）にも収録されている。永六輔・小沢昭一と「中年御三家」を名乗り、1974年には日本武道館でコンサートをするなど不定期で舞台に立った。クレイジーケンバンドのライヴにもゲスト出演し共演を果たしている。その様子はライヴ盤『CKBライヴ 青山246深夜族の夜 ~ Special Guest 野坂昭如』にも収録されている。
また、時折ちりばめられる冗談なのか本気なのか紙一重の野坂独特のユーモアは、時にシュールなものとして、1990年代以降、珍曲マニアなどの好事家に注目・支持された。1999年には幻の名盤解放同盟編纂の『幻の名盤解放歌集 絶唱!野坂昭如 マリリン・モンロー・ノー・リターン』がPヴァインより発売された。
CMソング「ダニアースの唄」（1998年2月21日発売）ではCM中の衝撃的な野坂本人による畳のコスプレもさることながら、極めてインパクトの強烈な歌詞と歌唱がカルト的な人気を呼んだ。オリジナルバージョンとリミックスバージョンの二種類がリリースされたが、今では既に廃盤となったこれらのCDシングル盤は、ネットオークションに出品された際には数千円から数万円程度のプレミアム価格で取り引きされている。
西城秀樹の「YOUNG MAN (Y.M.C.A.)」が大ヒットした時、それに対抗して「Y.W.C.A.」なるカバー曲を発表。しかしライブ版（『野坂昭如 昭和ヒトケタ二度目の敗戦コンサート』収録）にもかかわらず泥酔状態で歌詞を間違えるわ、歌を女性コーラスに任せっぱなしにするわ、本人はただ喚いているだけなどやりたい放題。その上歌詞の途中「Y.M.C.A.」に対抗した曲にもかかわらず合いの手として「わい、えむ、しー、えい!（YMCA）」と発言している。後にこの歌がラジオ番組『コサキンDEワァオ!』（TBSラジオ）で紹介され、リスナーの爆笑を誘う。

### 作詞家・野坂昭如
作詞活動の実績もある。特に1950年代後半から1960年代前半にかけてCMソングを多く作詞した。
- おもちゃのチャチャチャ（吉岡治補作・越部信義作曲）
- 文化放送・QRソング（サウンド・ロゴ、いずみたく作曲）
- ラジオ大阪・ラジオ大阪の歌（サウンド・ロゴ、いずみたく作曲）
- ハトヤCMソング（いずみたく作曲）
- ハウス・バーモントカレーの唄　ハウス食品「バーモントカレー」CMソング（1963年　いずみたく作曲）
- パルナスピロシキ　パルナス製菓のピロシキ「パルピロ」CMソング（いずみたく作曲）
- 狸小路のうた   札幌狸小路商店街（いずみたく作曲）
- 東海ラジオの歌（歌詞は公募で、野坂は監修を担当。社歌、いずみたく作曲）
- 阪神百貨店の歌（いずみたく作曲）

### タレント・野坂昭如
『おはよう!ナイスデイ金曜日』（フジテレビ）、『EXテレビ木曜日』（よみうりテレビ）、『ビートたけしのTVタックル』、『朝まで生テレビ!』（共にテレビ朝日系）などのテレビ番組へ出演。もっとも、酩酊状態で登場することが多かった。
NHK『人間講座 終戦日記を読む』に出演。
1986年、『オールナイトフジ』（フジテレビ）の生放送中のスタジオに突然現れ（正規のゲスト出演ではない）、レギュラー出演していたとんねるずら若年世代の出演者に「浮かれた気分でいると世相が悪化する」などと説教をしたあげく、とんねるずのメンバーである石橋貴明を軽く平手打ちしたことがある。石橋ら出演者は野坂の言動に黙って耐えていた。後にとんねるずは「先生（野坂）の得意なラグビーで勝負しましょう」と野坂に挑戦状を叩き付けたが、野坂が「あの時は酒に酔っていた。君たちのような若者（当時野坂は50代半ば、とんねるずは20代半ば）とやりあって勝てるはずもない」と陳謝する形になり騒動は終結した。一説には、とんねるずのブレーンとして知られた秋元康らが間に入り、両方の顔が立つ形で手打ちになったと言われる。挑戦状は一種のジョークという説が根強い。
『ダウンタウンのガキの使いやあらへんで!!』（日本テレビ）内で、「野坂昭如が人生を語る」という主旨のコーナーに出演したが、実際は、「チキチキ野坂昭如たたいてさぁ何点!?」というダウンタウンが野坂に対して何発ツッコミ等を入れられるかという企画であった。これを知らされていない野坂は、頭や腹を叩く・殴るなどした浜田雅功を睨みつけ、頭を叩き返し、番組内で殴り合いに発展した。それを見ていた松本は茫然としたが、お互いにちゃんと交互に殴るというルールが殴り合いの中で発生し、番組として成立していることが可笑しくてしかたがないと、後に自身のラジオで語る。そして「清太（＝野坂）が、何十年後かに浜田と殴り合いすると思うと、あれから火垂るの墓観ても笑てまうねん」とラジオで語っていた。
『鶴瓶上岡パペポTV』の構成作家である疋田哲夫によれば、当初の案では笑福亭鶴瓶と野坂のコンビを考えていた。詳細は番組の「概要・エピソード」、「ルーツ」を参照。

## 家族・親族

### 野坂家
野坂の姓は福井県に発するという。
曽祖父は越前福井藩主松平慶永の家臣だった。身分は不明だが、御一新以後、東京で逼塞。
祖父は警視庁邏卒（後の巡査）だったが、酒で失敗して中年以後は骨董を扱った。
父野坂相如（1899年（明治32年）1月生 - 1978年（昭和53年）没）は四男一女の末子。東京府立第一中学校、旧制第一高等学校、東京大学を出た典型的秀才だったが、父のすぐ上の兄はさらに秀才だったという。次兄は陸軍大学校出身。父の兄弟は画家、軍人、実業家、役人になった。姉妹は軍人に嫁いでいる。
生母ぬいは二男一女を生み、昭如の出産後ほどなくして亡くなった。母方の祖父は明治末年に熊本から台湾へ渡った山師である。植民地で金貸しを営み、かたわら興行を手がけて、たいへん羽振りが良かった。
父・相如の後妻・笑子は活動弁士西村楽天の長女。
継母の父は漫談家、母は小唄の師匠。継母は娘時代、天才的三味線の演奏者といわれ、二代目稀音家浄観の息子四代目稀音家六四郎の嫁に望まれていた。
兄の野坂恒如はジャズ評論家。
妻は元宝塚歌劇団娘役で、シャンソン歌手の野坂暘子（宝塚での芸名：藍葉子）、長女はエッセイストの野坂麻央（芸名：花景美妃）、次女は女優の愛耀子と、そろって元宝塚歌劇団娘役。次女の夫は歌舞伎囃子方の十三代目田中傳左衛門。

### 張満谷（はりまや）家
養父善三もまた養子だった。善三は、明治32年（1899年）東京に生まれ、母とよの次妹ことの嫁ぎ先張満谷家の養子となった。善三は、金貸しの未亡人かねの次女愛子と結婚、かねの長女ぬいの次男、つまり甥の昭如を養子とした。
なお、作家三島由紀夫（平岡公威）の5代前の太左衛門まで平岡家は印南郡神吉村に住んでいた。その南4km弱の地点が善三の養父の生家だった。善三は石油製品を扱った貿易商だった。張満谷家は昭如が野坂家へ戻ったことによって断絶した。

### 親戚
叔母の久子は、一生日陰の身、つまり妾だった。面倒をみたのは著名な弁護士。久子は、八王子の精神病院で死んだ。
俳優の伊藤雄之助は父の後妻の従弟にあたる。

### 系譜
```
　　　　　　　　　　　　　　　藍葉子━┓
　　　　　　　　　　　　　　　　　　　┃
　　　　　　　　　　　　　　　　　　　┣━┳花景美妃
野坂豁━━野坂相如━┓　　　　　　　　┃　┃
　　　　　　　　　　┃　┏━野坂昭如━┛　┗愛耀子
　　　　　　　　　　┣━┫
　　　　　　　　　　┃　┗━野坂恒如
　　　　　　┏ぬい━┛
　　　　　　┃
　　　　　　┣久子
　　　　　　┃
　　　　　　┗愛子━┓
　　　　　　　　　　┃
　　　　　　　　　　┣………野坂昭如
　　　　　　　　　　┃
　　　　張満谷善三━┛

```

## 著書

### 小説
- 『エロ事師たち』講談社 1966年 のち新潮文庫
- 『とむらい師たち』講談社 1967年 のち文庫、岩波現代文庫
- 『受胎旅行』新潮社 1967年 のち文庫
- 『アメリカひじき・火垂るの墓』文藝春秋 1968年 のち新潮文庫
- 『好色の魂』新潮社 1968年 のち文庫、岩波現代文庫
- 『八方やぶれ』桃源社〈ポピュラー・ブックス〉1968
- 『軍歌・猥歌』講談社 1968年
- 『ゲリラの群れ』光文社〈カッパ・ノベルス〉1968年 のち角川文庫
- 『真夜中のマリア』新潮社 1969年 のち文庫
- 『骨餓身峠死人葛』中央公論社 1969年 のち文庫、岩波現代文庫
- 『色即回帰』講談社 1969年 のち文庫
- 『騒動師たち』光文社〈カッパ・ノベルス〉1969年 のち角川文庫、集英社文庫、岩波現代文庫
- 『水虫魂』朝日新聞社 1970年 のち新潮文庫、岩波現代文庫
- 『インポテンツ』講談社 1970年
- 『好色覚え帳』新潮社 1970年 のち文庫
- 『エロスの妖精たち』中央公論社 1971年 のち文庫
- 『てろてろ』新潮社 1971年 のち文庫
- 『死屍河原水子草』文藝春秋 1971年 のち文庫
- 『エロトピア』全2巻 文藝春秋 1971年 のち文庫
- 『俺はNOSAKAだ』文藝春秋 1972年
- 『砂絵呪縛後日怪談』講談社 1972年 のち文庫
- 『卍ともえ』講談社 1972年 のち文庫
- 『マリリン・モンロー・ノー・リターン』文藝春秋 1972年 のち文庫（オリジナル編集）、岩波現代文庫（文庫版準拠）
- 『浮世一代女』新潮社 1973年
- 『錬姦作法』文藝春秋 1973年 のち文庫
- 『童女入水』中央公論社 1973年 のち文庫
- 『本朝淫学事始』講談社 1973年
- 『死の器』読売新聞社 1973年　のち徳間文庫
- 『執念夫婦添い節』講談社 1974年　のち文庫
- 『ああ軟派全落連』番町書房 1974年
- 『戦争童話集』中央公論社 1975年 のち文庫
- 『ぼくの余罪』筑摩書房 1975年
- 『生誕の時を求めて』中央公論社 1975年 のち文庫
- 『フレンチ・コネクション八百』講談社 1976年
- 『姦』新潮社 1976年
- 『一九四五・夏・神戸』中央公論社 1976年 のち文庫
- 『マッチ売りの少女』（画・米倉斉加年）大和書房 1977年
- 『戯作 四畳半色の濡衣』文藝春秋 1977年 のち文庫
- 『あやふや』河出書房新社 1978年
- 『自弔の鐘』毎日新聞社 1978年
- 『アルファベット』集英社 1979年
- 『死小説』中央公論社 1979年
- 『新宿海溝』文藝春秋 1979年　のち文庫
- 『処女の時間』講談社 1980年
- 『オペレーション・ノア』文藝春秋 1981年 のち文庫
- 『東京十二契』文藝春秋 1982年　のち文庫
- 『酒呑童子―お伽草子』集英社 1982年※絵本
- 『背徳ごっこ』講談社ノベルス 1983年
- 『三味線殺人事件 お多加師匠推理帖』講談社ノベルス 1984年
- 『乱離骨灰鬼胎草』（らんりこっぱいおにばらみ）福武書店 1984年　のち文庫
- 『行き暮れて雪』中央公論社 1984年　のち文庫
- 『人称代名詞』講談社 1985年　のち文庫、文芸文庫
- 『好色の家』実業之日本社 1986年
- 『東京小説』講談社 1990年 のち文芸文庫
- 『名前のない名刺』講談社 1991年
- 『妄想依存症』河出書房新社 1992年
- 『同心円』講談社 1996年
- 『ひとでなし』中央公論社 1997年　のち文庫
- 『少女M』講談社 2000年
- 『野坂昭如コレクション』全3巻 国書刊行会 2000-2001年
  - 1 ベトナム姐ちゃん
    - 初稿・エロ事師たち／浣腸とマリア／あゝ水銀大軟膏／銀座のタイコ／マッチ売りの少女／とむらい師たち／四面凶妻／受胎旅行／ベトナム姐ちゃん／娼婦焼身／子供は神の子／殺さないで／焼土層／プアボーイ／八方やぶれ／死児を育てる

  - 2 骨餓身峠死人葛
    - 色即回帰／ああ日本大疥癬／軍歌／ああ水中大回天／猥歌／色指南／同行二人／花のお遍路／人情ふいなーれ／骨餓身峠死人葛／弱気眼鏡／おっぱんぱん／垂乳根心中／酎友無双／浮世一代女／万有淫欲

  - 3 エストリールの夏
    - 紅あかり／娼婦三代／姦／エストリールの夏／砂絵呪縛後日怪談／母紅梅／至福三秒／恋車蓮華地獄／童女入水／本朝淫学事始／姦ながらの道／死の器／執念夫婦添い節／MY ROSEBUD／素股のオロチ／処女の時間／衆魂の地／サムボディ・インサイド／東京小説・純愛篇／東京小説・友情篇
- 『文壇』文藝春秋 2002年　のち文庫
- 『野坂昭如リターンズ』全4巻 国書刊行会 2002-2003年
  - 1 真夜中のマリア／てろてろ
  - 2 エロトピア
  - 3 騒動師たち／水虫魂
  - 4 一九四五・夏・神戸／東京十二契
- 『死刑長寿』文藝春秋 2004年 のち文庫
- 『野坂昭如ルネサンス』岩波現代文庫 2007-8年
  - 1 好色の魂
  - 2 水虫魂
  - 3 マリリン・モンロー・ノー・リターン（旧文春文庫版）
  - 4 騒動師たち
  - 5 とむらい師たち
  - 6 骨餓身峠死人葛
  - 7 童女入水
- 『20世紀断層 野坂昭如単行本未収録小説集成』幻戯書房 2010年
  - 1　生き残りの闘争―餓鬼と修羅の原風景（1969年-77年）
  - 2　繁栄の廃墟―世紀末幻想を嗤う（1978年-90年）
  - 3　焼跡回帰―幸福のどん底を唄う（1964年-74年）
  - 4　闘争指南―あえて、ドン・キホーテ（1975年-84年）
  - 5　漂白する伝説―絶望からの世直し（1985年-2003年）
  - 補　戦無世代への挑発―文学を舐めるな（1970年-95年）
- 『終末処分』 幻戯書房 2012年
- 『俺はNOSAKAだ ほか傑作撰』 新潮社　2016年
- 『とむらい師たち　野坂昭如ベスト・コレクション』河出文庫、2017年

### エッセイ・雑纂他
- 『現代野郎入門 これがプレイ・ボーイだ』久保書店 1962年
- 『弱者の悪知恵 イヤな奴をけっとばそう』青春出版社〈プレイブックス〉 1965年
- 『わるい本‐黒メガネ流ホラー・ジョークのすすめ』芳賀書店 1966年
- 『立ち読み厳禁の書』青春出版社〈プレイブックス〉1966年
- 『いじわる紳士』講談社 1966年
- 『道楽のすすめ』桃源社〈ポピュラー・ブックス〉 1966年
- 『男の狂化書』荒地出版社 1967年
- 『野坂昭如の本』KKベストセラーズ 1969年
- 『洋酒天国32』 ポーノトピア サントリー 1969年
- 『野坂昭如エッセイ集 1 日本土人の思想』中央公論社 1969年 のち文庫
- 『野坂昭如エッセイ集 2 卑怯者の思想』中央公論社 1969年 のち文庫
- 『野坂昭如エッセイ集 3 風狂の思想』中央公論社 1970年　のち文庫
- 『風来めがね』文藝春秋 1970年
- 『野坂昭如戯れ唄道中』日本交通公社 1971年、のち「にっぽん春歌紀行」ちくま文庫
- 『欣求穢土』徳間書店 1971年。小品小説併収
- 『野坂昭如雑文の目』全2巻 勁文社 1972年
- 『野坂昭如エッセイ集 4 漂泊の思想』中央公論社 1973年 のち文庫
- 『野坂昭如エッセイ集 5 修羅の思想』中央公論社 1973年
- 『野坂昭如エッセイ集 6 かさぶた喰いの思想』中央公論社 1974年
- 『野坂昭如エッセイ集 7 おたがいの思想』中央公論社 1974年
- 『子噛み孫喰』（小説「それぞれの断崖」併収）筑摩書房 1974年
- 『窮鼠の散歩』朝日新聞社 1975年
- 『《不安者》の予言』文藝春秋 1975年
- 『売舌流転』現代史出版会 1975年
- 『親はあっても子は育つ』講談社 1975年
- 『行動と妄想（小説「ボクちゃんの玩具」併収） 筑摩書房 1975年
- 『敵陣深く』朝日新聞社 1976年
- 『四畳半襖の下張・裁判』面白半分 1976年
- 『堕ち滅びよ驕奢の時代』家の光協会 1976年
- 『幸福のどん底 ユーモアエッセイ集』番町書房 1976年
- 『敵陣さらに深く』朝日新聞社 1977年
- 『女わざ・男わざ エッセイ集』実業之日本社 1977年
- 『野坂昭如写真帖』山本和夫撮影 講談社 1977年
- 『アメリカ型録 終戦・進駐軍・焼跡・闇市・特需・繁栄』平凡社カラー新書 1977年
- 『妄想の軌跡』実業之日本社 1978年 のち旺文社文庫
- 『日日の疾走』朝日新聞社 1978年
- 『風を蹴る』朝日新聞社 1979年
- 『もっとゲリラ風に生きてみないか 悪い世の中に負けない知恵』ベストセラーズ〈ワニの本〉 1979年
- 『アドリブ自叙伝』筑摩書房 1980年
  - 『作家の自伝19　野坂昭如　アドリブ自叙伝』シリーズ・人間図書館：日本図書センター　1994年。遠丸立編解説
  - 『野坂昭如　アドリブ自叙伝　人間の記録』日本図書センター　2012年
- 『右も左も蹴っとばせ!』文藝春秋 1980年
- 『我が闘争・虚仮のこだわり』朝日新聞社 1980年
- 『我が闘争・虚仮のうわぬり』朝日新聞社 1981年
- 『国家非武装 されど我、愛するもののために戦わん』光文社〈カッパ・ブックス〉1981年
- 『三禁四乱』実業之日本社 1981年
- 『我が闘争・球を抱いて横走り』朝日新聞社 1982年
- 『ノーサイドの笛を聞くまえに 374のアフォリズム』文化出版局 1982年
- 『我が闘争・虚仮のむすまで』朝日新聞社 1983年
- 『僕自身のためのスポーツ』中経出版 1983年
- 『時間討論』朝日新聞社 1983年
- 『右も左も蹴っとばせ! part 2』文藝春秋 1984年
- 『闘いかたの流儀 野坂昭如政治白書』室謙二編 筑摩書房 1984年
- 『野坂昭如、新潟三区の闘い』青弓社 1984年
- 『愉しみかたの流儀 野坂昭如猥褻白書』室謙二編 筑摩書房 1984年
- 『ア・ドリブ問答 親切なやみ相談』青人社・学研 1984年
- 『我が闘争・こけつまろびつ闇を撃つ』朝日新聞社 1984年
- 『ゴシップは不滅です』（エッセイ・大人の時間）新潮社 1985年
- 『タックル右往左往 1』文藝春秋 1986年
- 『人間もどき』実業之日本社 1985年
- 『我が闘争・さはさりながら大奮戦』朝日新聞社 1986年
- 『職人百づくし』晩声社 1986年
- 『茶断ち酒断ち女断ち』朝日新聞社 1987年
- 『赫奕たる逆光 私説・三島由紀夫』文藝春秋 1987年 のち文庫
- 『天皇とコメと エッセイ・ワン』朝日新聞社 1988年
- 『君が代なれば―タックル右往左往2』文藝春秋 1988年
- 『姦の研究』講談社 1988年
- 『ぼくの死の準備』読売新聞社 1988年
- 『わが心の天皇 エッセイ・ワン』朝日新聞社 1989年
- 『生キ残レ少年少女。』家の光協会 1989年 のち岩波現代文庫
- 『還暦まで千人斬り』文藝春秋 1989年
- 『もういくつねると』文藝春秋 1991年
- 『御臨終の若者へ 生きろ、生きてみろ』講談社 1992年
- 『わが桎梏の碑』光文社〈カッパ・ホームス〉 1992年
- 『わが世の春が来る』文藝春秋 1993年
- 『人間通になれ 生きかたの特効薬』青春出版社 1994年
- 『感傷的男性論』悠飛社 1994年
- 『ニホンを挑発する』文藝春秋 1996年
- 『この国のなくしもの 何がわれらを去勢したのか』PHP研究所 1997年
- 『大養生 あれこれ思うこと』東京新聞出版局 1997年
- 『吾輩は猫が好き』廣済堂出版 1998年　のち中公文庫
- 『後藤田正晴における責任のとりかた』毎日新聞社 1998年
- 『絶望的楽観主義ニッポン 戦争を知らない大人たちへ』PHP研究所 1999年
- 『かくて日本人は飢死する』PHP研究所 2000年
- 『妄想老人日記』新潮社〈ラッコブックス〉2000年
- 『「終戦日記」を読む』日本放送出版協会〈NHK人間講座〉 2002年
- 『週刊日本の古典を見る 宇治拾遺物語』世界文化社 2002年
- 『野坂昭如エッセイ・コレクション』全3冊 ちくま文庫、2004年
- 『最後の林檎』阪急コミュニケーションズ 2005年
- 『ひとり連句春秋－脳力アップのための言葉遊び』ランダムハウス講談社 2009年
- 『しぶとく生きろ』毎日新聞社 2010年
- 日本ペンクラブ編「立ち止まるのは今」『いまこそ私は原発に反対します。』平凡社、2012年3月1日。ISBN 9784582705102。
- 『終末の思想』NHK出版新書 2013年
- 『シャボン玉日本 迷走の過ち、再び』毎日新聞社 2014年
- 『マスコミ漂流記』　幻戯書房　2015年
- 『絶筆』 新潮社　2016年
- 『男の詫び状』 文藝春秋　2016年
- 『俺の遺言　幻の「週刊文春」世紀末コラム』坪内祐三編、文春文庫　2016年
- 『農を棄てたこの国に明日はない』家の光協会、2017年

### 共著・対談・編
- 『プレイボーイ入門』（編）荒地出版社 1962年
- 『いじわる読本』（編）新書館〈マイ・ブックス〉 1964年
- 『新戦後派』（寺山修司・野末陳平・永六輔と共著）毎日新聞社 1969年
- 『対論』五木寛之共著 講談社 1973年、のち講談社文庫
- 『刑法改正を考える 市民の立場からの批判』吉川経夫共著 実業之日本社 1974年
- 『清談俗語 対談集』週刊朝日編 朝日新聞社 1974年
- 『闘論 君は日本をどうするか』石原慎太郎 文藝春秋 1975年
- 『乱世に語る 事前対談』羽仁五郎 現代評論社 1975年
- 『色釈歳時記』華房良輔共著 風媒社 1975年
- 『生きかたの流儀 対談集成』筑摩書房 1976年
- 『日本飢餓列島 連続対談』文藝春秋 1976年
- 『マルクスを読む 資本論講義』大内秀明対談 朝日出版社(Lecture books) 1979年
- 『日本は、まだ大丈夫か、もう駄目か、それが問題だ 防衛・食糧・原子力発電 野坂昭如30時間討論』朝日新聞社、1983年
- 『科学文明に未来はあるか』（編著）岩波新書 1983年
- 『あえてわれらドン・キホーテ』水沢周との共著 築地書館 1985年
- 『天皇制にこだわる 天皇依存症の研究』菅孝行共著 明石書店 1986年
- 『超過激対談』長部日出雄共著 文藝春秋 1987年
- 『おれたちがホームレスになる日』大槻義彦共著 悠飛社 1994年
- 『「日本を救おう!」大発想』テリー伊藤共著 PHP研究所 1998年
- 『少年Hと少年A』妹尾河童共著 PHP研究所 1998年　のち講談社文庫
- 『忘れてはイケナイ物語り』（編）光文社 2000年　のち知恵の森文庫
- 『世なおし直訴状』永六輔・小林亜星共著 文藝春秋 2001年
- 『亡国の輩 昭和ヒトケタと団塊の世代の責任を問う』村上玄一共著 同朋舎 2001年
- 『ナマ麦、ナマ米、ナンマイダ』上田裕雄共著 四谷ラウンド 2002年
- 『けむりの居場所』（編）幻戯書房 2006年
- 『野荒れ』荒木経惟写真 講談社 2008年
- 『いまこそ私は原発に反対します。』 「立ち止まるのは今」(日本ペンクラブ編、2012年、平凡社)
- 『教えてください。野坂さん』黒田征太郎共著 スイッチパブリッシング、2015年

### 翻訳
- 日本の古典9 今昔物語（福永武彦共編・「宇治拾遺物語」翻訳） 河出書房新社 1971
- カメレオンのための音楽 トルーマン・カポーティ 早川書房 1983年　のち文庫
- 絵画の魔術師ヘンリー・ミラー 久保貞次郎共編 講談社 1990年

## 回想・評伝
- 野坂暘子『真夜中のラインダンス　作家の女房大変記』主婦と生活社 1987年
- 野坂暘子[注釈 6]『リハビリ・ダンディ　野坂昭如と私　介護の二千日』中央公論新社 2009年／中公文庫 2012年
- 野坂暘子『うそつき　夫・野坂昭如との53年』新潮社　2017年
- 『文藝別冊 野坂昭如　焼跡闇市ノー・リターン』河出書房新社　2016年
- 『ユリイカ 詩と批評 野坂昭如　いまこそNOSAKAだ！』青土社、2005年12月号

## 音楽作品

### シングル
| 発売日                  | 規格品番    | 面           | タイトル                                                   | 作詞                  | 作曲         | 編曲        |
| CBS・ソニー             | CBS・ソニー | CBS・ソニー  | CBS・ソニー                                                | CBS・ソニー           | CBS・ソニー  | CBS・ソニー |
| ----------------------- | ----------- | ------------ | ---------------------------------------------------------- | --------------------- | ------------ | ----------- |
| 1969年11月              | SONA-86063  | A            | ポー・ボーイ                                               | 黒人霊歌 訳：風見鶏介 | 黒人霊歌     | 小室等      |
| 1969年11月              | SONA-86063  | B            | 松浦の子守唄                                               | 野坂昭如              | 山路進一     | 小室等      |
| ポリドールレコード      |             |              |                                                            |                       |              |             |
| 1970年8月               | DR-1532     | A            | サングラスの男とビキニの女が長い長いアクビをしている時の唄 | 早目淳平              | 海老原啓一郎 | 青木望      |
| 1970年8月               | DR-1532     | B            | 無頼考現学                                                 | 早目淳平              | 海老原啓一郎 | 安藤まこと  |
| 日本コロムビア          |             |              |                                                            |                       |              |             |
| 1971年2月10日           | SAS-1492    | A            | マリリン・モンロー・ノー・リターン                         | 能吉利人              | 桜井順       | 桜井順      |
| 1971年2月10日           | SAS-1492    | B            | 黒の舟唄                                                   | 能吉利人              | 桜井順       | 桜井順      |
| エレックレコード        |             |              |                                                            |                       |              |             |
| 1974年4月10日           | EB-1022     | A            | 終末タンゴ                                                 | 能吉利人              | 桜井順       | 桜井順      |
| 1974年4月10日           | EB-1022     | B            | おんじょろ節                                               | 能吉利人              | 桜井順       | 桜井順      |
| SABA                    |             |              |                                                            |                       |              |             |
| 1974年9月               |             | A            | おりん巡礼歌                                               |                       |              |             |
| 1974年9月               | B           | 花ざかりの森 |                                                            |                       |              |             |
| 日本コロムビア／DENON   |             |              |                                                            |                       |              |             |
| 1974年                  | CD-240      | A            | 黒の舟唄                                                   | 能吉利人              | 桜井順       | 桜井順      |
| 1974年                  | CD-240      | B            | マリリン・モンロー・ノー・リターン                         | 能吉利人              | 桜井順       | 桜井順      |
| 1975年10月              | CD-251      | A            | 男坂・女坂                                                 | 能吉利人              | 桜井順       | 桜井順      |
| 1975年10月              | CD-251      | B            | かもめの¾                                                  | 能吉利人              | 桜井順       | 桜井順      |
| 日本コロムビア／BLOW UP |             |              |                                                            |                       |              |             |
| 1975年9月               | LE-9        | A            | 野坂唄之新古今集より”春・夏・秋・冬”                       |                       |              |             |
| 1975年9月               | LE-9        | B            |                                                            |                       |              |             |
| 東芝EMI・Express        |             |              |                                                            |                       |              |             |
| 1977年4月               | ETP-10159   | A            | 赤と黒の哀歌                                               | 多田等                | 猪俣公章     | 山木幸三郎  |
| 1977年4月               | ETP-10159   | B            | 北の女                                                     |                       |              | 山木幸三郎  |
| 1977年12月              | ETP-10348   | A            | 通せば天国                                                 |                       |              |             |
| 1977年12月              | ETP-10348   | B            | 古い時計                                                   |                       |              |             |

- 野坂・沖縄大鎮魂「チンタマケの唄」 マキシシングル　 Pヴァインレコード　2000年
  - チンタマケの唄
  - 沖縄鎮魂歌(飛べ蛍「ヂンヂン」)
  - チンタマケの唄(カラオケ)
  - 沖縄鎮魂歌(飛べ蛍「ヂンヂン」)(カラオケ)

### アルバム

#### オリジナル・アルバム
- 『幻の名盤解放歌集 絶唱!野坂昭如 マリリン・モンロー・ノー・リターン』1999年8月
- 『武道館の野坂昭如』アンサンブル 2000年
- 『野坂昭如のザ・平成唱歌集・巻之一』2000年3月
- 『野坂昭如のザ・平成唱歌集・巻之二』2001年7月
- 『分裂唄草紙』バップ 2006年
- 『野坂歌大全I-AKIYUKI NOSAKA SINGS JUN SAKURAI』SOLID 2011年

#### ライブ・アルバム
- 『躁と鬱』[1971年10月 都内某女子大学における実況録音] 1972年2月（自主制作 Virgin レーベル)｢花の中年御三家大激突! ノーリターンコンサート｣]1977年4月（東芝）
- 『野坂昭如ライヴ総集編Vol.2 1975年～1976年』[1975年5月5日 共立講堂 「面白半分 春の音楽祭」] [1976年6月28日 東京厚生年金大ホール 「ハロー・ダンディ・ミスター野坂昭如オン・ステージ」]1977年4月（東芝）
- 『野坂昭如 昭和ヒトケタ二度目の敗戦コンサート』[1980年4月30日 東京厚生年金会館] 1980年8月（JVCケンウッド・ビクターエンタテインメント）
- 『不条理の唄』[1973年9月27日 日比谷公会堂「野坂昭如ワイセツ裁判 リサイタル」] 1973年12月（エレック）
- 『分裂唄草紙』1974年6月（エレック）
- 『辻説法』[1974年7月6日 参院選選挙最終日 新宿西口での演説録音] 1974年9月（エレック）
- 『大歌謡祭』[1974年 渋谷公会堂「話の特集100号記念大博覧会記念ステージ」1974年12月（出演: 野坂昭如/永六輔/小沢昭一/東京キューバンボーイズ）
- 『武道館の野坂昭如』[1974年12月6日｢花の中年御三家 武道館の大激突! ノーリターンコンサート｣] 1975年（面白半分 レーベル）
- 『絶唱!野坂昭如』1975年7月（コロムビア） *『躁と鬱』[1972年発売 自主制作盤を元にワーナーから発売された新編集盤]1975年8月（ワーナー・パイオニア）
- 『野坂昭如ライヴ総集編Vol.1 1973年～1974年』[1973年9月27日 日比谷公会堂「野坂昭如ワイセツ裁判 リサイタル」] 1974年12月6日 日本武道館 ビクター）
- 『野坂昭如ライヴ総集篇Vol.1&2』EMIミュージック・ジャパン　2013年
- 『Petit Testament '80 昭和ヒトケタ二度目の敗戦コンサート』JVCケンウッド・ビクターエンタテインメント　2016年

など多数。

## 映画

### 原作
- エロ事師たち 人類学入門（1966年）
- スクラップ集団（1968年）
- とむらい師たち（1968年）
- 極道ペテン師（1969年） - 原作「ゲリラの群れ」
- 喜劇 負けてたまるか!（1970年）
- 頑張れ! 日本男児（1970年） - 原作『アメリカひじき』
- 遊び（1971年） - 原作『心中弁天島』
- 四畳半色の濡衣（1983年）
- 火垂るの墓（1988年）
- 忘れてはイケナイ物語り オキナワ（2001年） - 原作「戦争童話集」

### 出演
- 幕末（1970年） - 亥之
- 頑張れ! 日本男児（1970年）
- 花は花よめ 第1シリーズ 第4話（1971年）アフリカ帰りの探検家
- 恐怖劇場アンバランス 第9話「死体置場（モルグ）の殺人者」（1973年）板野
- バージンブルース（1974年） 本人
- 日本の仁義（1977年） - 岡村（夕刊紙編集長）
- 日本の首領 野望篇（1977年） - 蓑輪良行
- 塀の中のプレイ・ボール（1987年）
- 桜の樹の下で（1989年） - 作家

### 監督
- 幻の女（ファントム・レディ）(1982年) - ポルノビデオ。出演も。

## 出演番組
- ビートたけしのTVタックル（テレビ朝日）[38]
- 朝まで生テレビ（テレビ朝日）
- 男のスタジオ（東京12チャンネル）
- 野坂昭如・マットナイト'80（TBSラジオ）
- 野坂昭如のブラックボックス（TBSラジオ）
- 野坂昭如のオールナイトニッポン（ニッポン放送）

## CM出演
- 三陽商会「サンヨーコート」「サンヨーレインコート」1974〜1976年
- サントリー「サントリーゴールド900」（1976年） - CMソング「ソ・ソ・ソクラテス」も歌った。内容は哲学者（ソクラテス・プラトン・ニーチェ・サルトル）や文学者（シェークスピア・井原西鶴・ゲーテ・シラー）にたとえて、「俺もおまえも」悩んで大きくなった大物だと歌うもの。
- 日本ヘルスメーカー「ルームランナー」（1977年ごろ。当時の日本船舶振興会のナレーション「人類みな兄弟・一日一善。モーターボートの収益金は老人・福祉のために役立っています」をパロディーにして「人類みなルームランナー・一日一辺ルームランナー。ルームランナーの収益金はスポンサーと私野坂昭如が全部いただきます」とコメントしている）
- 日本専売公社（現・JT）「キャビン85」（1980年）
- 学生援護会（現・パーソルキャリア）「日刊アルバイトニュース」（1984年）
- ロート製薬「ロートV40」（1991年） - 次女の愛耀子（当時は本名の野坂亜未）と共演。
- アース製薬「ダニアース」（1998年）[39]

## 関連人物
- 丸谷才一
- 永六輔
- 小沢昭一
- 大島渚
- 中島らも
- 高畑勲
- 小林信彦
- 滝田ゆう - 『怨歌劇場』で野坂作品を漫画化。
- 阿修羅原 - 同選手のリングネームの名付け親。
- 仲畑貴志 - サントリーのCMに出演した際、CMソング「ソ・ソ・ソクラテス」の作詞を担当。
- 徳田虎雄
- 岩瀬順三 - 『水虫魂』のモデル[40]。
- 野末陳平 - 野坂と余興の漫才コンビ「ワセダ中退・落第」を組み、新宿松竹文化演芸場の舞台に立ったこともある。